# Maria Teresa Chiramel Mankidiyan
Santa Maria Teresa Chiramel Mankidiyan (Puthenchira, 26 aprile 1876 – Kuzhikkattusseny, 8 giugno 1926) è stata una religiosa indiana, fondatrice della congregazione delle Suore della Sacra Famiglia di Thrissur.

## Biografia
Nacque nel Kerala, in una famiglia nobile decaduta. La madre morì quando Mariam aveva dodici anni.
Si dedicò all'assistenza dei bisognosi, visitò e aiutò i poveri, confortò le persone sole, curò i malati, assistette i moribondi e si prese cura degli orfani. Suscitò sospetti per la sua esperienza mistica della Crocifissione e delle Stimmate.
Il 14 maggio 1914 fu posta dal vescovo a capo della Congregazione delle Suore della Sacra Famiglia, per la quale ottenne il riconoscimento canonico come nuovo istituto religioso.
Gli scopi dell'istituzione furono: preghiera, meditazione, assistenza ai malati, ai bisognosi, educazione cristiana, La madre fondò tre conventi, due scuole, due convitti, una casa di studio e un orfanotrofio durante il periodo bellico della prima guerra mondiale e anche nel dopoguerra.
Morì l'8 giugno del 1926. La sua congregazione è diffusa in Kerala, nelle Missioni dell'India del Nord, in Italia, Germania, Ghana.

## Culto
A Mariam Thresia Chiramel Mankidiyan sono state attribuite migliaia di grazie, compresi numerosi miracoli.
Le virtù di Mariam Thresia Chiramel Mankidiyan sono state riconosciute dalla Congregazione per le cause dei Santi, che la dichiarò Serva di Dio nel 1973 e venerabile nel 1999. Dopo che la guarigione straordinaria di Mathew D. Pellissery da piede torto congenito fu riconosciuta miracolosa, è stata iscritta nell'Albo dei Beati; la cerimonia di beatificazione è stata officiata da Papa Giovanni Paolo II il 9 aprile 2000.
Il 12 febbraio 2019 papa Francesco ha riconosciuto il secondo miracolo avvenuto per sua intercessione. La Santa è stata canonizzata il 13 ottobre 2019.

### Il miracolo per la beatificazione
Ai fini della beatificazione, la Chiesa cattolica ha considerato miracolosa la guarigione di Mathew D. Pellissery, nato nel 1956 con piede torto equino varo bilaterale. Prima dei cinque anni il bambino poteva solo strisciare per terra; poi riuscì a camminare con grande difficoltà sul dorso dei piedi. Nel 1970 tutta la famiglia, secondo un voto fatto dal padre, Devassy Pellissery, iniziò un periodo di preghiera e penitenza, invocando l'intercessione di madre Mariam Thresia per la guarigione di Mathew. Dopo 33 giorni, il 21 agosto 1970, il piede destro del bambino si raddrizzò guarendo durante il sonno. Dopo altri 39 giorni di preghiera e penitenza, il 28 agosto del 1971, si raddrizzò e guarì nottetempo anche il piede sinistro. Da allora il bambino cammina normalmente. La guarigione istantanea e completa, avvenuta senza terapie, è stata dichiarata scientificamente inspiegabile dalla Consulta Medica. I Consultori Teologi, la Commissione Cardinalizia e, infine, il 27 gennaio 2000, la Congregazione delle cause dei santi giudicarono la guarigione miracolosa e ottenuta per intercessione della Serva di Dio, aprendo la strada alla sua beatificazione.

### Il miracolo per la canonizzazione
Ai fini della canonizzazione la Chiesa cattolica ha considerato miracolosa la guarigione di un bambino, nato prematuro il 7 aprile 2009 con parto cesareo, colpito da distress respiratorio grave. Il fatto, avvenuto nella parrocchia di Perincherry dell'Arcieparchia di Trichur, nello Stato indiano del Kerala, è stato giudicato un miracolo ottenuto con l'intercessione della beata Mariam Thresia. 
Il 22 marzo 2018 la Consulta Medica ha dichiarato il caso scientificamente inspiegabile, riconoscendo inoltre la guarigione rapida, completa e duratura. Il 18 ottobre 2018 il Congresso Peculiare dei Consultori e il 5 febbraio 2019 la Sessione Ordinaria dei Cardinali e Vescovi hanno giudicato la guarigione come vero miracolo attribuito all'intercessione della beata Mariam. Papa Francesco ha autorizzato la Congregazione delle cause dei santi a promulgare il Decreto super Miraculo il 13 febbraio 2019.